# هارتن‌اشتاین (زاکسن)
شهر هارتن‌اشتاین در ایالت زاکسن در کشور آلمان واقع شده‌است.

## نگارخانه

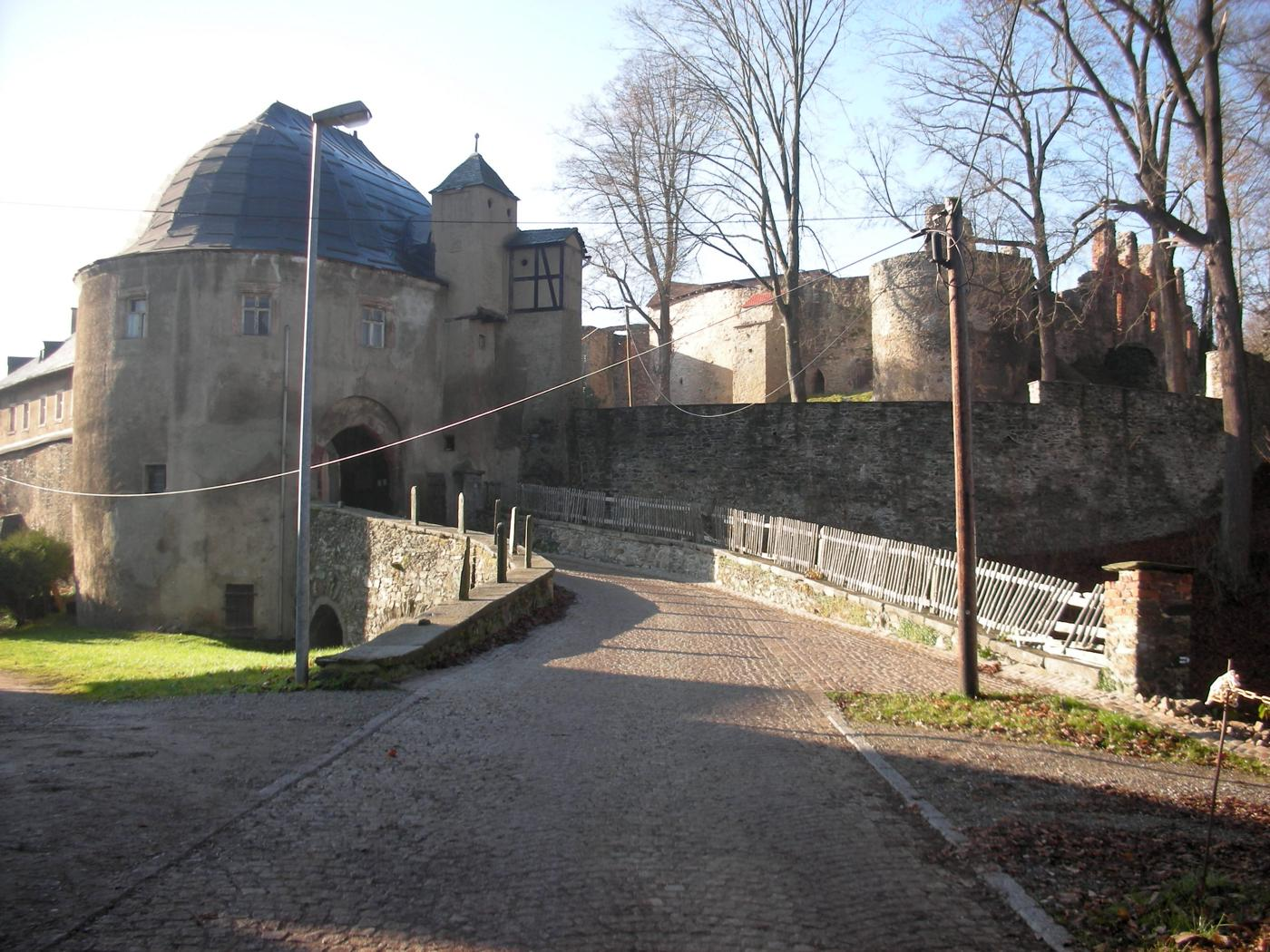
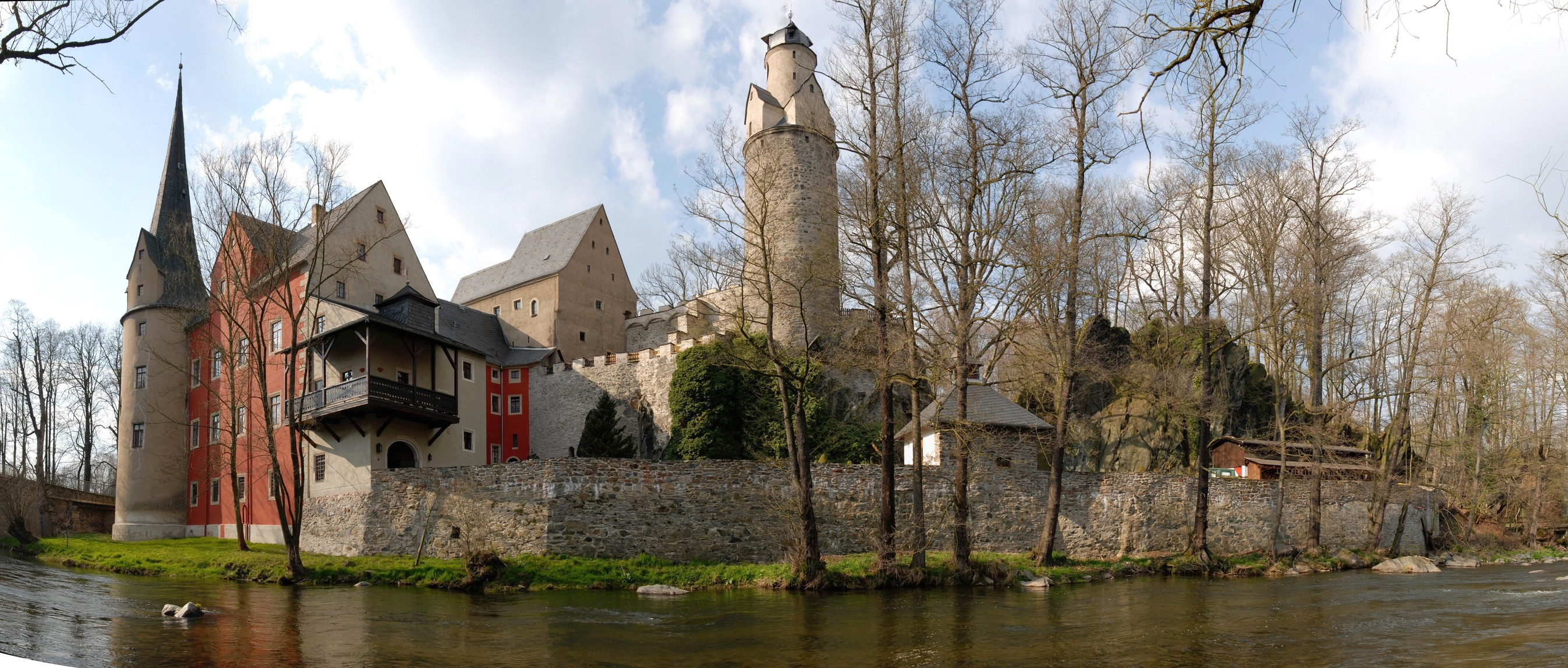